# Kralingse Verlaat
Het Kralingse Verlaat is een schutsluis met puntdeuren tussen de Hoge Boezem en de Kralingse Plas in de gemeente Rotterdam, in de Nederlandse provincie Zuid-Holland.  De vaarweg is CEMT-klasse 0, de toegang tot de plas is bijna uitsluitend van belang voor de pleziervaart.
Over het benedenhoofd ligt een vaste brug, de Langepadbrug, doorvaarthoogte KP +2,50 m.
De kanaalpeilen aan zowel de boven- als benedenkant kunnen licht variëren.
De sluis kan niet via de marifoon worden aangeroepen en wordt op afstand bediend, 

## Fotocollectie

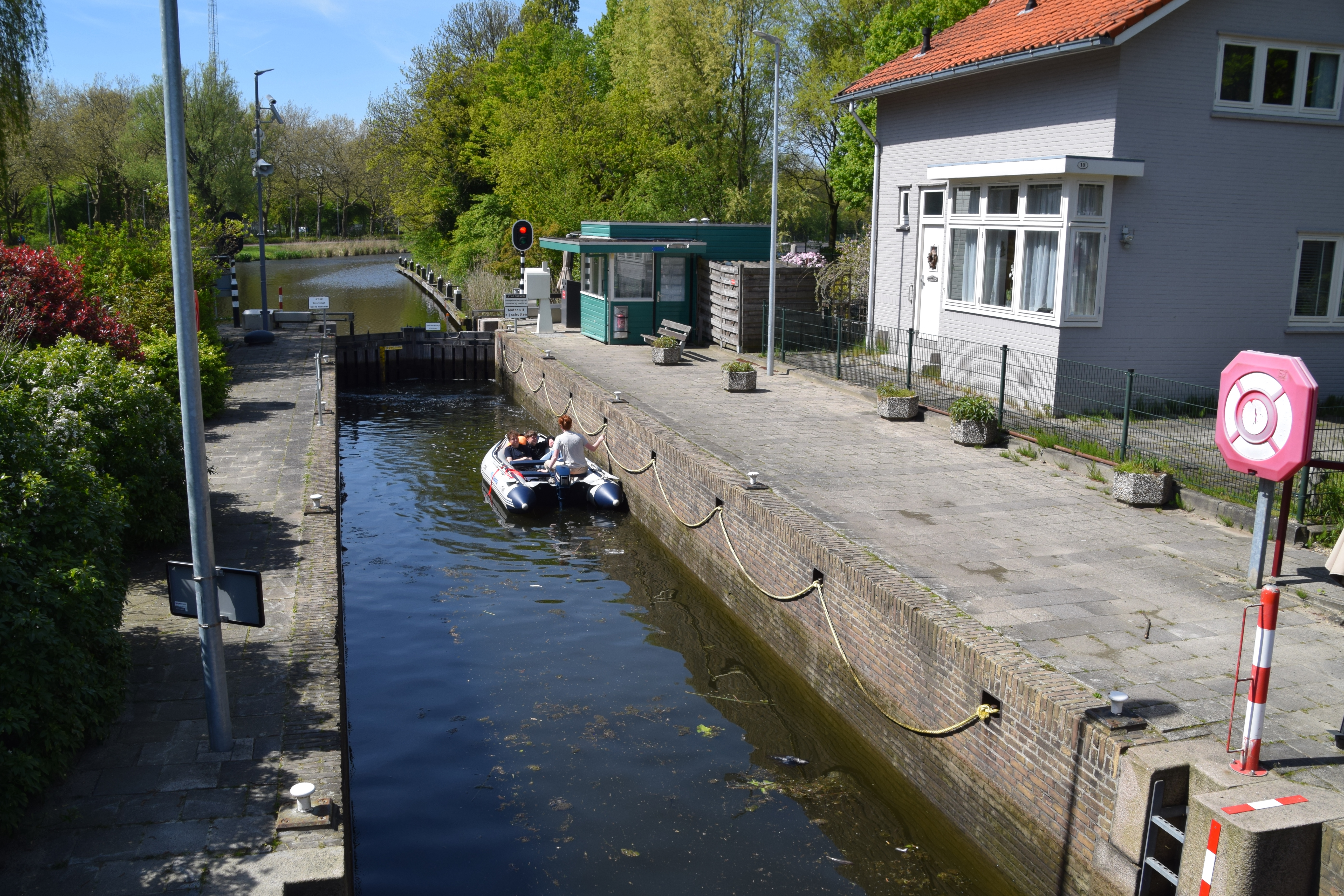
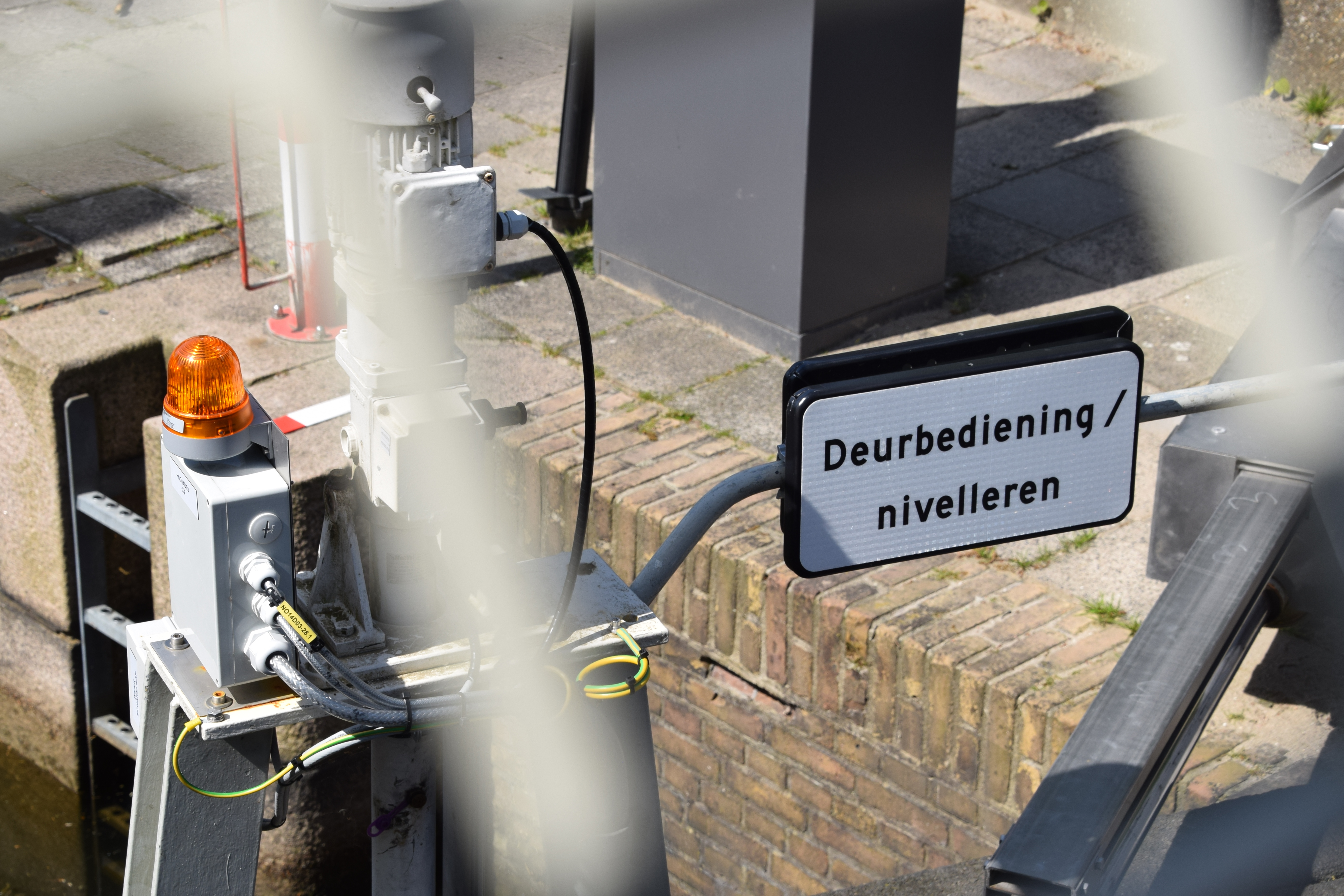
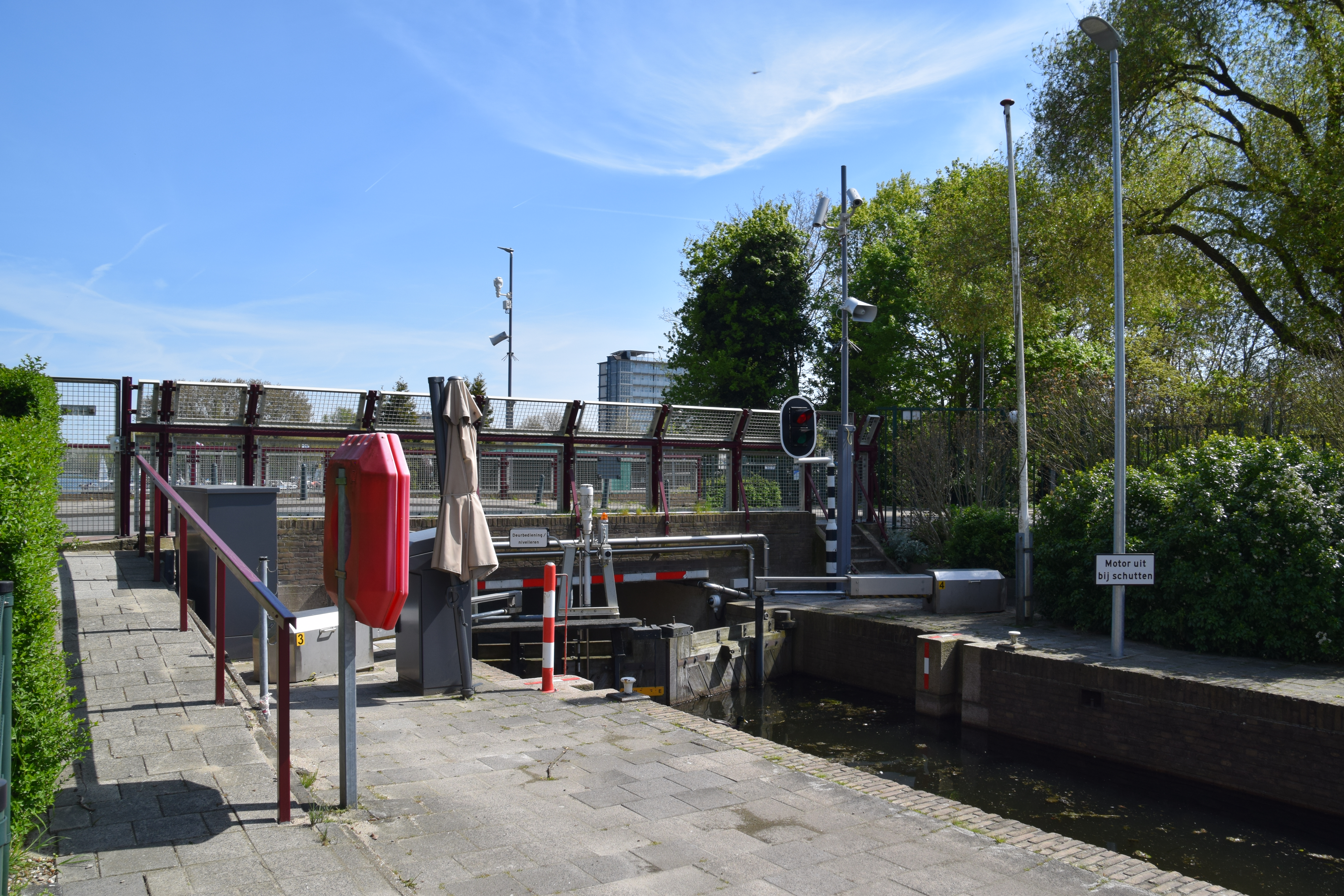
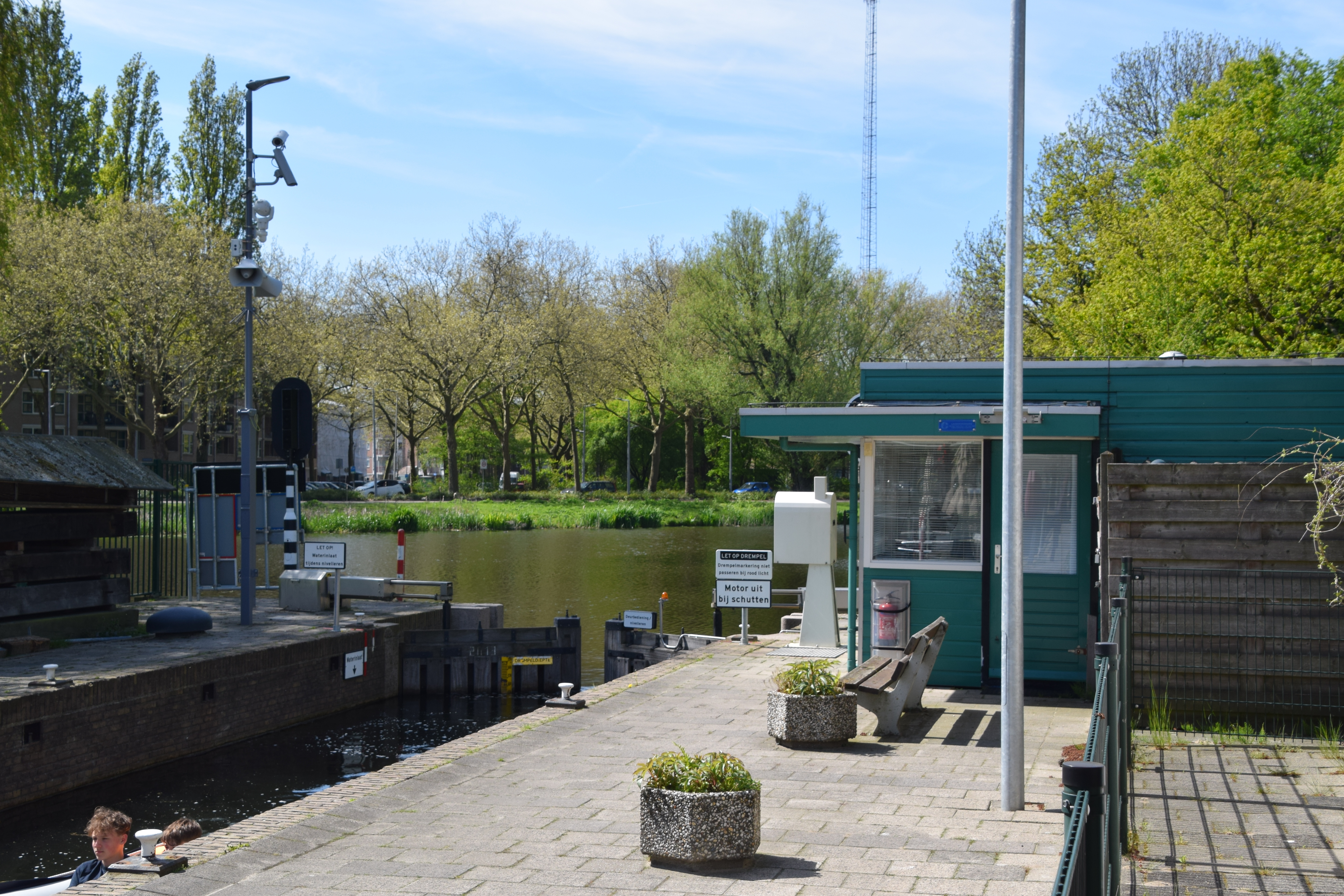
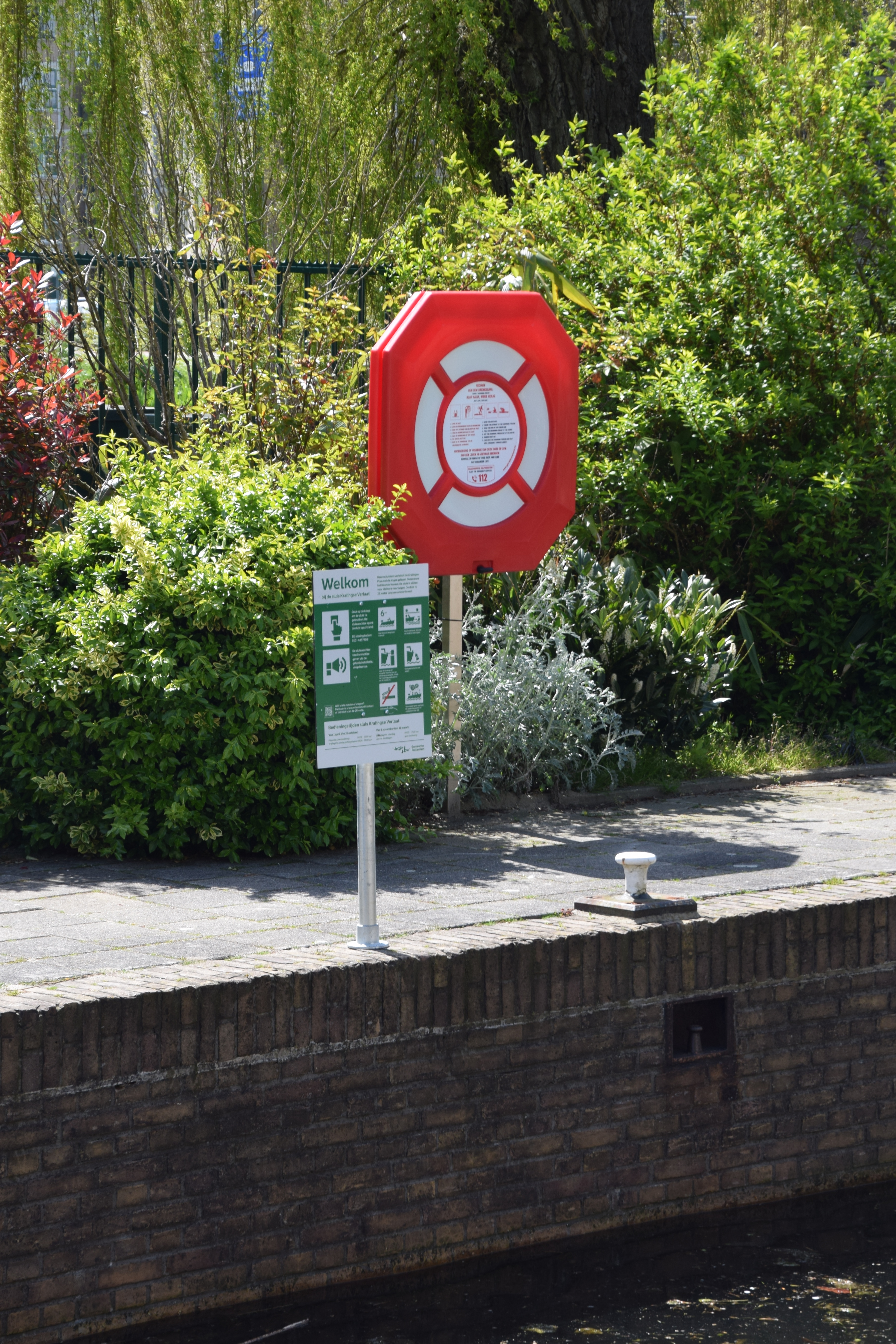
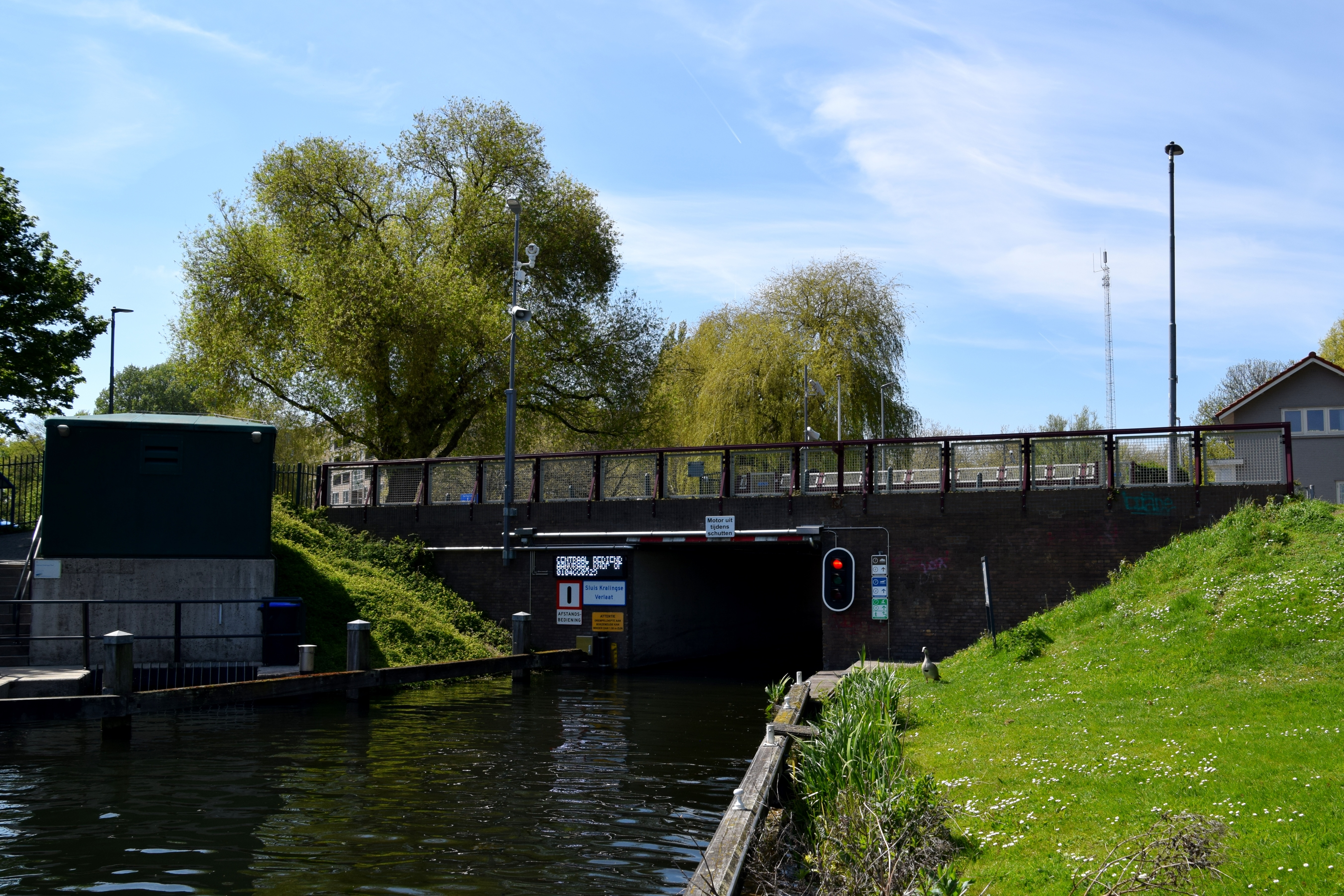
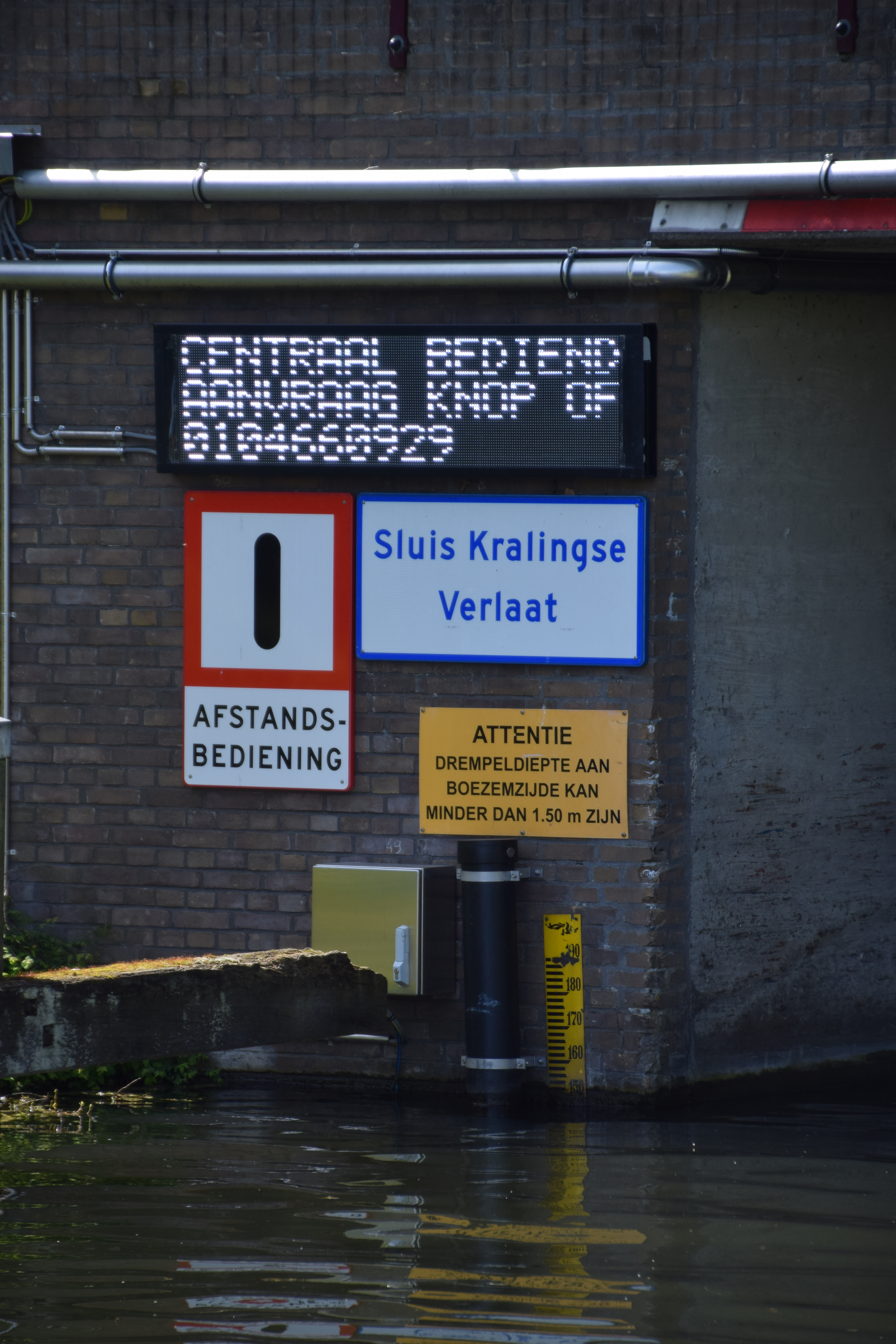
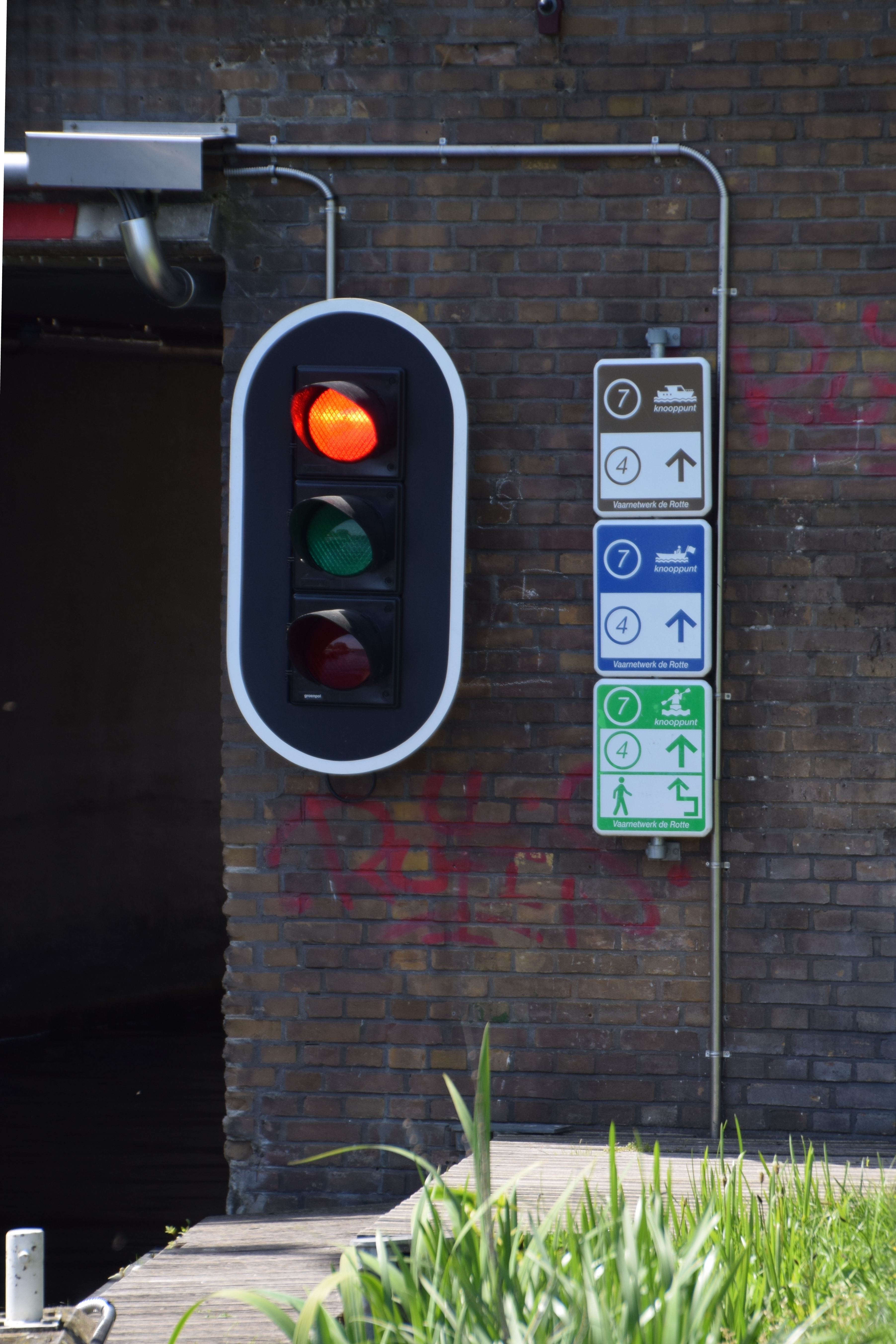